# Westhill
Westhill é uma grande vila localizada em Aberdeenshire, na Escócia. Fica a 7.5 milhas de distância de Aberdeen e sua população é mais que 9000.